# Lars Jonsson (tennis)
Pour les articles homonymes, voir Lars Jonsson.
Lars Jonsson, né le 27 juin 1970 à Göteborg, est un joueur de tennis suédois.

## Palmarès

### Finale en simple (1)
| No | Date       | Nom et lieu du tournoi   | Catégorie    | Dotation  | Surface    | Vainqueur        | Score         |  |
| -- | ---------- | ------------------------ | ------------ | --------- | ---------- | ---------------- | ------------- |  |
| 1  | 31-12-1990 | BP Nationals, Wellington | World Series | 150 000 $ | Dur (ext.) | Richard Fromberg | 6-1, 6-4, 6-4 |  |

## Résultats en Grand Chelem

### En simple
| Année | Open d'Australie | Open d'Australie    | Roland-Garros | Roland-Garros  | Wimbledon | Wimbledon          | US Open  | US Open       |
| ----- | ---------------- | ------------------- | ------------- | -------------- | --------- | ------------------ | -------- | ------------- |
| 1990  | 3e tour          | Jonas Svensson      | 1er tour      | Thomas Muster  | 1er tour  | MaliVai Washington | 1er tour | Michael Stich |
| 1991  | 1er tour         | Bart Wuyts          | 2e tour       | Michael Chang  | 2e tour   | Jan Gunnarsson     | -        | -             |
| 1992  | 1er tour         | Christian Bergström | 3e tour       | Cédric Pioline | 1er tour  | Wally Masur        | 1er tour | Sandon Stolle |
| 1993  | 1er tour         | Jim Courier         | 1er tour      | Petr Korda     | 1er tour  | Todd Nelson        | -        | -             |
| 1994  | 4e tour          | Stefan Edberg       | 2e tour       | Paul Haarhuis  | 1er tour  | Jordi Burillo      | 1er tour | Stefan Edberg |
| 1995  | 3e tour          | Pete Sampras        | -             | -              | 2e tour   | Derrick Rostagno   | -        | -             |
| 1996  | 1er tour         | Àlex Corretja       | -             | -              | -         | -                  | -        | -             |
| 1997  | 1er tour         | Jiri Novak          | -             | -              | -         | -                  | -        | -             |